# Heliconius atthis
Espèce
Heliconius atthis est un insecte lépidoptère de la sous-famille des Heliconiinae (famille des Nymphalidae).

## Taxinomie
Heliconius atthis a été décrit en 1847 par Edward Doubleday sous le protonyme Heliconia atthis.
Synonyme : Heliconia bourcieri Becker, 1851.

### Forme
- Heliconius atthis f. gerstneriana Descimon & Mast, 1971[1].

### Noms vernaculaires
Heliconius atthis se nomme False Zebra Longwing ou Atthis Longwing en anglais

## Description
Heliconius atthis ressemble à Tithorea pavoni. C'est un grand papillon aux ailes allongées et arrondies de couleur noire ornementé de points blancs et de taches blanches, en particulier aux ailes antérieures une ligne submarginale de points et des traits blanc partant de la base et aux ailes postérieures une ligne marginale de petits points, une autre qui lui est parallèle et une grande tache allongée partant de la base.

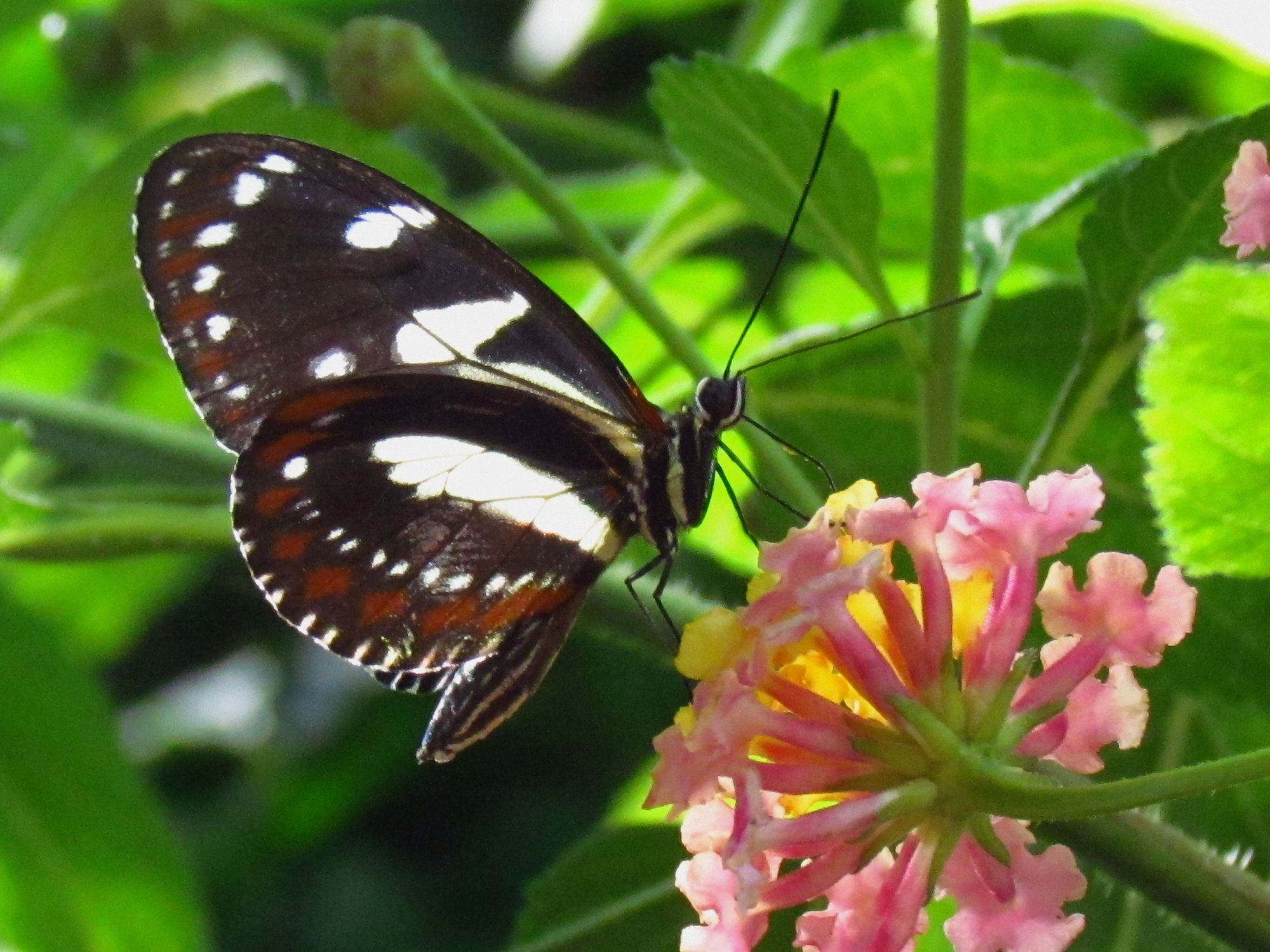
Heliconius atthis revers.

## Biologie

### Plantes hôtes
Les plantes hôtes de sa chenille sont des Passifloraceae, en particulier des Granadilla et des Passiflora dont Passiflora subpeltata.

## Écologie et distribution
Il est présent en Équateur.

### Biotope
Heliconius atthis réside en forêt jusqu'à 1 900 m.